# Gerland, Côte-d'Or
Gerland là một xã ở tỉnh Côte-d’Or trong vùng Bourgogne, phía đông nước Pháp. Xã Gerland, Côte-d'Or nằm ở khu vực có độ cao trung bình 217 mét trên mực nước biển.